# Strymon badiofasciata
Strymon badiofasciata är en fjärilsart som beskrevs av Gill. Strymon badiofasciata ingår i släktet Strymon och familjen juvelvingar. Inga underarter finns listade i Catalogue of Life.